# Єльяшевич Борис Саадійович
Борис Саадійович Єльяшевич (Берахья-ЕзриЕль бен Саадья Ельяшевич; 13 (25) березня 1881, Поневеж, Ковенська губернія — 9 січня 1971, Євпаторія) — караїмський газзан в Євпаторійській кенасі (1920–1929), хранитель бібліотеки «Карай-Бітіклігі».
Борис Єльяшевич 18 років був караїмським вчителем, 16 років газзаном, 5 років виконував обов'язки гахама, 8 років — хранителем бібліотеки-музею «Карай-Бітіклігі».

## Біографія
Борис Саадійович Єльяшевич народився 13 (25) березня 1881 року в місті Поневеж (нині — Литва). У 1892 році родина переїхала до Москви. Московське караїмське товариство за свій рахунок послало 14-річного Бориса до Євпаторії, де в 1895 році відкрилося караїмське училище з підготовки вчителів для караїмських шкіл.
Після закінчення Олександрівського Караїмського Духовного Училища в Євпаторії, Борис поїхав до Москви, де проходив військову службу в армії. За кілька місяців до закінчення служби, Єльяшевич заручився підтримкою Іллі Казаса — інспектора ОКДУ — що до роботи вчителем в Євпаторії, де і прослужив 18 років. Володіючи гарним музичним слухом і приємним мелодійним голосом, Борис Саадьєвич організував з учнів караїмських шкіл духовний хор.
Після обрання Сірая Шапшала у 1915 році караимським гахамом, Борис Сірай, згідно положенню того часу, став його заступником, будучи старшим газзаном Соборної кенаси Евапаторіі. На початку 20-х років минулого століття емігрував гахам, через голод виїхав до Москви інспектор ОКДУ Арон Катик і завідувач караїмської бібліотеки Єльяшевич. Радянською владою було скасоване ОКДУ і Караїмське духовне правління. З усіх працівників караїмських інституцій в Євпаторії залишився Єльяшевич. Він оселився при бібліотеці-музеї, і протягом 9 років безкоштовно охороняв матеріально-культурну спадщину караїмського народу.
У 1928 році над бібліотекою «Карай-Бітіклігі» нависла загроза ліквідації та розчленування її фондів по різних бібліотеках. Переконавшись, що врятувати її від розчленування неможливо, Борис Єльяшевич поїхав у Ленінград, де звернувся до академіка Коковцева, а через нього в Академію наук, і домігся аби цінні зібрання караїмських рукописів були переведені на зберігання до Ленінграда в бібліотеку ім. Салтикова-Щедріна, а інша частина духовної спадщини караїмів у — Москву, в бібліотеку ім. Леніна. Завдяки цьому найцінніші караїмські матеріали збереглися до наших днів.
Після закриття бібліотеки-музею «Карай Бітіклігі» в 1929 році — останнього караїмського закладу в Євпаторії, Борис Єльяшевич переїхав з родиною в Підмосков'я, у зв'язку з хворобою батька. Цей час був для нього найбільш важким, адже мав духовний сан, і вважався позбавленцем, не мав право працювати на державній службі. Тим не менш, він працював простим службовцем, вчителем музики в школі.
На початку 1930-х років Бориса разом з батьком Саадєм Семеновичем (який мав духовне звання «ербі», тобто мав право бути вчителем і газзаном) викликали до НКВС. Борису запропонували написати в газету, і відмовитися від духовного сану. Він відповів відмовою: «Це я зробити не можу, мій народ вважатиме мене зрадником», і залишився як і раніше позбавленцем.
У березні 1946 року караїми Євпаторії звернулися до Єльяшевича з письмовим запрошенням очолити громаду і зайняти посаду газзана при кенасі (слід зауважити, що закритий радянською владою караїмський храм в Євпаторії відновив діяльність при окупаційному режимі в 1942 році; у воєнний час газзаном кенаси був Рафаїл Якович Кальфа). Єльяшевич дав свою згоду і негайно переїхав до Євпаторії, де його гаряче зустріли одновірці. В Євпаторії він знову одноголосно обраний і затверджений Радою міністрів СРСР на посаді газзана.
Єльяшевич прослужив газзаном до липня 1958, і залишив посаду через старість і погане здоров'я. Менш ніж через рік караїмська кенаса в Євпаторії була закрита, а сама громада знята з реєстрації.
Проживши довге, важке і цікаве життя, Борис Єльяшевич помер 9 січня 1971, похований на Євпаторійському караїмському кладовищі. Але пам'ять про нього не згасає. Щорічно на початку січня в кенасі Євпаторії звучить поминальна молитва про «останнього печальника караїмів».

## Праці
Єльяшевич з великим ентузіазмом і відповідальністю ставився до виконання своїх обов'язків, будь це проведення богослужіння в храмі, створення караїмської бібліотеки-музею «Карай-Бітіклігі», викладання в караїмській школі або Училищі, участь у засіданнях Караїмського Духовного Правління та видання його друкованого органу, підготовка і проведення народних з'їздів, ведення документації та робота в архівах.
Він не тільки досконало володів рідною мовою, а й чудово знав давньоєврейську, арабську, турецьку та французьку мови. Це дозволяло йому вільно працювати з будь-якими матеріалами та документами бібліотеки-музею.
Живучи при бібліотеці, Єльяшевіч весь вільний час присвячував освоєнню і вивченню книжкового та рукописного фонду, а також предметів матеріальної культури. Його глибокі знання не раз допомагали вченим при роботі з древніми текстами на караїмською мовою, вивченні фондів музею.
Будь-які заяви про право караїмів на відстоювання власної етноконфесійної унікальності відрізнялися виваженістю і були далекі від націоналізму. Наприклад, Єльяшевич зазначає:
|  | Національність, як явище, має свої моменти вищого розвитку, коли поняття національності містить в собі уявлення та поняття про всі вищі надбання цивілізації в даній нації, і — моменти занепаду, коли в силу тих чи інших історичних нещасть і умов життя даної нації, в душі її складається вузько-егоїстичне поняття тільки про свою націю як найбільш гідну і державну. Оригінальний текст (рос.) Национальность, как явление, имеет свои моменты высшего развития, когда понятие национальности заключает в себе представления и понятия о всех высших приобретениях цивилизации в данной нации, и — моменты упадка, когда в силу тех или иных исторических несчастий и условий жизни данной нации, в душе ее складывается узко-эгоистическое понятие только о своей нации как наиболее достойной и державной. |

### Публікації
- Релігійно-музичні мотиви караїмів // «Караїмське життя». — № 2, 1911. (рос.)
- І. І. Казас: його життя, науково-літературна, педагогічна і громадська діяльність — 1918. (рос.)
- Євпаторійські караїмські кенаси. — 1928. (рос.)
- Караїмські шлюбні договори — шетари // співавт. П. Я. Чепуріна — наукове дослідження орнаментального оформлення шетарів з перекладом, відомості з історії їх матеріальній культурі караїмів. (рос.)
- Караимский биографический словарь (от конца VIII в. до 1960) // Сост. Ельяшевич Б., Ред.кол. Губогло М. и др.; РАН Ин-т этнологии и антропологии им. Н.Н. Миклухо-Маклая. — Москва: Ин-т этнологии и антропологии РАН, 1993. (рос.)
- Історично-етнографічні нариси // Інститут етнології та антропології ім. М. М. Миклухо-Маклая. — 1993. (рос.)
- Повний опис Євпаторійських караїмських кенас, двориків і меморіальних дощок // Інститут етнології та антропології ім. М. М. Миклухо-Маклая. — 1993. (рос.)

### Інші роботи
- Каталог рукописів бібліотеки «Карай-Бітіклігі» давньоєврейською мовою, переважно караїмських авторів; включав понад тисячу робіт. Опис складено під керівництвом наукового співробітника Азіатського Музею Академії наук СРСР, гебраїста Соколова Михайла Миколайовича в 1926 і 1927 роках.
- Доповідь «Лексика караїмського перекладу Біблії» (1928) професора В. А. Гордльовського — серйозна наукова праця з виявлення специфічних особливостей караїмської мови, відмінності від інших тюркських мов — була створена при активному сприянні Єльяшевича, який надавав допомогу по виявленню древніх тюркських слів у перекладах Біблії на караїмську мову при вивченні матеріалів бібліотеки.
- Молитви караїмів у виконанні Єльяшевича були записані на магнітофон незадовго до його смерті. Вони являють собою унікальний етнографічний матеріал, що містить мотиви народних пісень XVIII, XVII ст. і більш раннього часу.